# Paul Edingue Ekane
Paul Edingue Ekane (Bomono, 23 settembre 1990) è un ex nuotatore camerunese, specializzato nello stile libero.

## Biografia
Partecipò ai mondiali di Shanghai 2011, gareggiando in 4 discipline. Fu uno dei due nuotatori del suo paese a qualificarsi alla rassegna iridata.
Rappresentò il Camerun ai Giochi olimpici estivi di Londra 2012, dove ottenne il 54º tempo nelle batterie dei 50 m stile libero e fu eliminato.
Al termine dei Giochi abbandonò il villaggio olimpico e fece perdere le sue tracce assiema ad altri 7 connazionali. Si rifiutò di rientrare in Camerun e formulò richiesta di asilo politico al Regno Unito.